# Đặng Trần Chiêu
Đặng Trần Chiêu là Thiếu tướng Công an nhân dân Việt Nam, nguyên Giám đốc Công an tỉnh Yên Bái.

## Tiểu sử
Đặng Trần Chiêu sinh ngày 3 tháng 5 năm 1960.
Ông là đảng viên Đảng Cộng sản Việt Nam.
Tháng 4 năm 2009, Đặng Trần Chiêu là Thượng tá, Thủ trưởng cơ quan cảnh sát điều tra Công an tỉnh Yên Bái.
Tháng 7 năm 2009, Đặng Trần Chiêu là Thượng tá, Phó Giám đốc Công an tỉnh Yên Bái.
Từ tháng 8 năm 2010, Đặng Trần Chiêu là Đại tá Công an nhân dân Việt Nam, Bí thư Đảng ủy, Giám đốc Công an tỉnh Yên Bái.
Tháng 7 năm 2012, Đặng Trần Chiêu là ủy viên thường vụ Tỉnh ủy Yên Bái.
Tháng 8 năm 2015, ông được thăng quân hàm Thiếu tướng Công an nhân dân Việt Nam.
Đặng Trần Chiêu là Đại biểu Hội đồng nhân dân tỉnh Yên Bái khóa 18 nhiệm kỳ 2016-2021.
Ngày 1 tháng 6 năm 2020, ông nhận quyết định của Bộ trưởng Bộ Công an Tô Lâm nghỉ công tác chờ hưởng chế độ hưu trí. Kế nhiệm ông giữ chức vụ Giám đốc Công an tỉnh Yên Bái là Đại tá Đặng Hồng Đức, Phó Tư lệnh, Bộ Tư lệnh Cảnh vệ, Bộ Công an.

## Lịch sử thụ phong quân hàm
- Thượng tá
- Đại tá Công an nhân dân Việt Nam (2010)
- Thiếu tướng Công an nhân dân Việt Nam (2015)

## Khen thưởng
- Huân chương Bảo vệ Tổ quốc hạng Nhất (trao ngày 1 tháng 6 năm 2020)[12]